# Mistrzostwa Świata w Zapasach 1975
Mistrzostwa Świata w Zapasach 1975 odbyły się w mieście Mińsk (Związek Radziecki).

## Tabela medalowa
| Lp. | Państwo          |    |   |   | Razem |
| --- | ---------------- | -- | - | - | ----- |
| 1   | ZSRR             | 12 | 4 | 1 | 17    |
| 2   | Bułgaria         | 3  | 3 | 6 | 12    |
| 3   | Mongolia         | 2  | 1 | 0 | 3     |
| 4   | Japonia          | 2  | 0 | 1 | 3     |
| 5   | RFN              | 1  | 0 | 2 | 3     |
| 6   | NRD              | 0  | 4 | 0 | 4     |
| 7   | Polska           | 0  | 3 | 2 | 5     |
| 8   | Rumunia          | 0  | 2 | 2 | 4     |
| 9   | Francja          | 0  | 1 | 0 | 1     |
|     | Iran             | 0  | 1 | 0 | 1     |
|     | Turcja           | 0  | 1 | 0 | 1     |
| 12  | Korea Południowa | 0  | 0 | 3 | 3     |
| 13  | Węgry            | 0  | 0 | 2 | 2     |
| 14  | Finlandia        | 0  | 0 | 1 | 1     |

## Medale

### Mężczyźni

#### Styl wolny
| Konkurencja |                        |                        |                    |
| ----------- | ---------------------- | ---------------------- | ------------------ |
| 48 kg       | Hasan Isajew           | Anatoli Karitonjuk     | Kim Hwa-gyeong     |
| 52 kg       | Yūji Takada            | Telman Paşayev         | Dimityr Filipow    |
| 57 kg       | Masao Arai             | Władimir Jumin         | Micho Dukow        |
| 62 kg       | Dzewegijn Ojdow        | Théodule Toulotte      | Yang Jeong-mo      |
| 68 kg       | Pawieł Pinigin         | Cedendambyn Nacagdordż | Ismaił Juseinow    |
| 74 kg       | Rusłan Aszuralijew     | Mansur Barzegar        | Jiichirō Date      |
| 82 kg       | Adolf Seger            | Ismaił Abiłow          | Vasile Iorga       |
| 90 kg       | Lewan Tediaszwili      | Horst Stottmeister     | Szukri Lutwiew     |
| 100 kg      | Chorloogijn Bajanmönch | Harald Büttner         | Władimir Gułjutkin |
| +100 kg     | Sosłan Andijew         | Roland Gehrke          | Heinz Eichelbaum   |

#### Styl klasyczny
| Konkurencja |                      |                      |                      |
| ----------- | -------------------- | -------------------- | -------------------- |
| 48 kg       | Władimir Zubkow      | Gheorghe Berceanu    | Stefan Angełow       |
| 52 kg       | Witalij Konstantinow | Bilal Tabur          | Baek Seung-hyeon     |
| 57 kg       | Fargat Mustafin      | Józef Lipień         | Pertti Ukkola        |
| 62 kg       | Nelson Dawidian      | Kazimierz Lipień     | László Réczi         |
| 68 kg       | Szamil Chisamutdinow | Andrzej Supron       | Binjo Czifudow       |
| 74 kg       | Anatolij Bykow       | Janko Szopow         | Mihály Toma          |
| 82 kg       | Anatolij Nazarenko   | Ion Enache           | Adam Ostrowski       |
| 90 kg       | Walerij Riezancew    | Stojan Nikołow       | Fred Theobald        |
| 100 kg      | Kamen Goranow        | Fredi Albrecht       | Andrzej Skrzydlewski |
| +100 kg     | Aleksandyr Tomow     | Aleksandr Kołczinski | Roman Codreanu       |